# Megazosterops
Genre
Megazosterops est un genre monotypique de passereaux de la famille des Zosteropidae. Il est endémique des îles Palaos.

## Liste des espèces
Selon la classification de référence du Congrès ornithologique international (version 8.1, 2018) :
- Megazosterops palauensis (Reichenow, 1915) — Zostérops des Palau, Zostérops géant